# Luis Sánchez
Luis Alberto Sánchez Macchiavello (1916 – 2001) è stato un cestista peruviano.

## Carriera
Con il Perù ha preso parte alle Olimpiadi del 1948.